# كناية
الكناية لفظ لا يقصد منه المعنى الحقيقي وإنما معنى ملازما للمعنى الحقيقي، أو هو لفظ أطلق أريد به لازما معناه لا أصل معناه. الكناية أحد أساليب البلاغة وغالبا ما يصنف ضمن علم البيان. فمثلا يقول الشاعر: 
 يريد بذلك أن يصف ممدوحه بالجود، لأن الكلب الأنيس يلزم أنه يرى الكثير من الناس فلا يهاجمهم ولا ينبح عليهم، ورؤية الكثير من الناس تستلزم أن هناك ضيوف.

## أنواع الكناية حسب المعنى
تنقسم الكناية حسب المعنى المكنى به إلى:

### الكناية عن الصفة
وهي أن اللفظ المستخدم يكنى به عن صفة ما مثل الكرم والشجاعة والجبن والطول والعرض وغيرها من الصفات. فمثلا قوله عز وجل: ﴿وَلَا تَجْعَلْ يَدَكَ مَغْلُولَةً إِلَى عُنُقِكَ وَلَا تَبْسُطْهَا كُلَّ الْبَسْطِ فَتَقْعُدَ مَلُومًا مَحْسُورًا ۝٢٩﴾ [الإسراء:29] يقصد باليد المغلولة إلى العنق البخل ويقصد باليد المبسوطة الإسراف.
ثم إن الكناية عن الصفة تنقسم إلى قسمين:
1. قريبة: وهي التي لا يحتاج الوصول إلى المقصود فيه إعمال فكر وروية لعدم وجود واسطة بين الكناية وبين المعنى المقصود.
2. بعيدة: وهي التي يحتاج الوصول إليها إعمال فكر وروية وذلك لوجود الواسطة بينها وبين المقصود.

مثلا قول أن فلان طويل النجاد كثير الرماد. فالكناية الأولى عن الطول قريبة لأن من كان نجاده طويلا لزم أن يكون هو طويلا وإلا تعثر به. أي: طويل النجاد → طويل. أما كثير الرماد فهي كناية عن الجود ولكنها بعيدة إذ أن كثرة الرماد تستلزم كثرة إشعال النار، وكثرة إشعال النار تستلزم كثرة الطبخ، وكثرة الطبخ تستلزم كثرة الآكلين وكثرة الآكلين تستلزم كثرة الضيوف وكثرة الضيوف تستلزم الجود. أي كثرة الرماد → كثرة النار → كثرة الطبيخ → كثرة الآكلين → كثرة الضيوف → الكرم.

### الكناية عن الموصوف
وهي أن اللفظ المستخدم يكنى به عن ذات موصوف لا عن الصفة مثل الناس، العرب، اللغة، الحصان وغيرها. فمثلا قول القرآن: ﴿وَحَمَلْنَاهُ عَلَى ذَاتِ أَلْوَاحٍ وَدُسُرٍ ۝١٣﴾ [القمر:13] يكنى بالألواح والدسر عن السفينة. وكذلك قال أحمد شوقي: 
 فيها يقصد بالقلب بالدم واللحم.

### الكناية بالنسبة
وهنا يصرح بالصفة ولكنها لا تنسب مباشرة إلى الموصوف بل تنسب إلى شيء متصل بالموصوف. مثلا قول الرسول صلى الله عليه وسلم: «الخيل معقود بنواصيها الخير»، فهنا يصرح بالصفة وهي الخير ولكنه ينسبها إلى نواصي الخيل ويقصد بذلك أن الخيل منسوبة إلى الخير.

## أقوال أخرى
عرف الكناية بأنها تركيب من مجموعة من الكلمات مركبة مع بعضها وأصبحت محفورة في ذاكرة الناس وتم تحسينها مع الزمن، [بحاجة لمصدر] وهذا التركيب يغير معنى كل الكلمات الموجودة فيها [بحاجة لمصدر]، وكتعبير فإن هذه الكلمات يمكن القول أنها تشكل فريقا، وتصبح الجملة ذات معنى مستقل فتولد بهذا الكناية. وهي تختلف بشكل كامل عما لو فسرت حرفيا، وعندما يستخدم شخص هذه العبارات فإن المستمع قد تصله الفكرة الخطأ إن لم يسمع هذه العبارة من قبل.
في العادة لا تتجاوز الكناية حدود اللغة التي نشأت فيها، وعندما تترجم إلى لغة أخرى فأن معناها يتغير أو لا يعود لها أي معنى، وهي في الغالب أصعب ما يتعلمه الفرد عند تعلمه لغة أخرى، لأن كثيرا من الناس نشئوا على استخدام الكناية كأنها تعني شيئا.
فإذا قلت: (فلان كبير القلب) فإنك تكني بذلك عن اتصافه بالرحمة، وإذا قلت لأحدهم: (خير الناس أنفعهم للناس) فإنك ربما تقصد أن هذا الشخص من عادته أن يضر بالآخرين، وإذا قلت (فلان ينام النهار) فإنك ربما تقصد انه عاطل عن العمل.
فكل تركيب لا يراد به ظاهر لفظه، وإنما يقصد به شيء له علاقة به.